# Valle de la Luna (Bolivien)

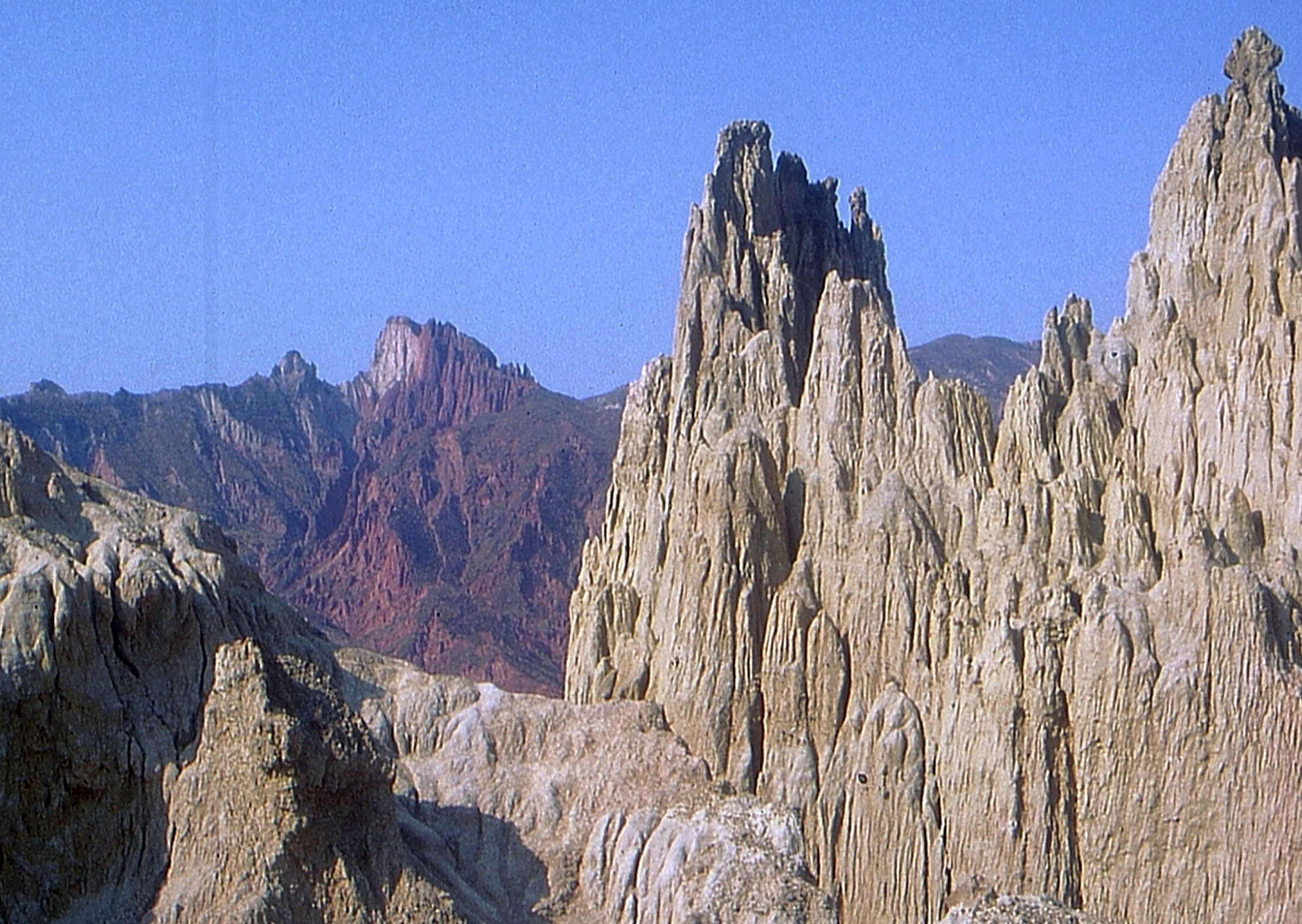
Das Valle de la Luna bei La Paz

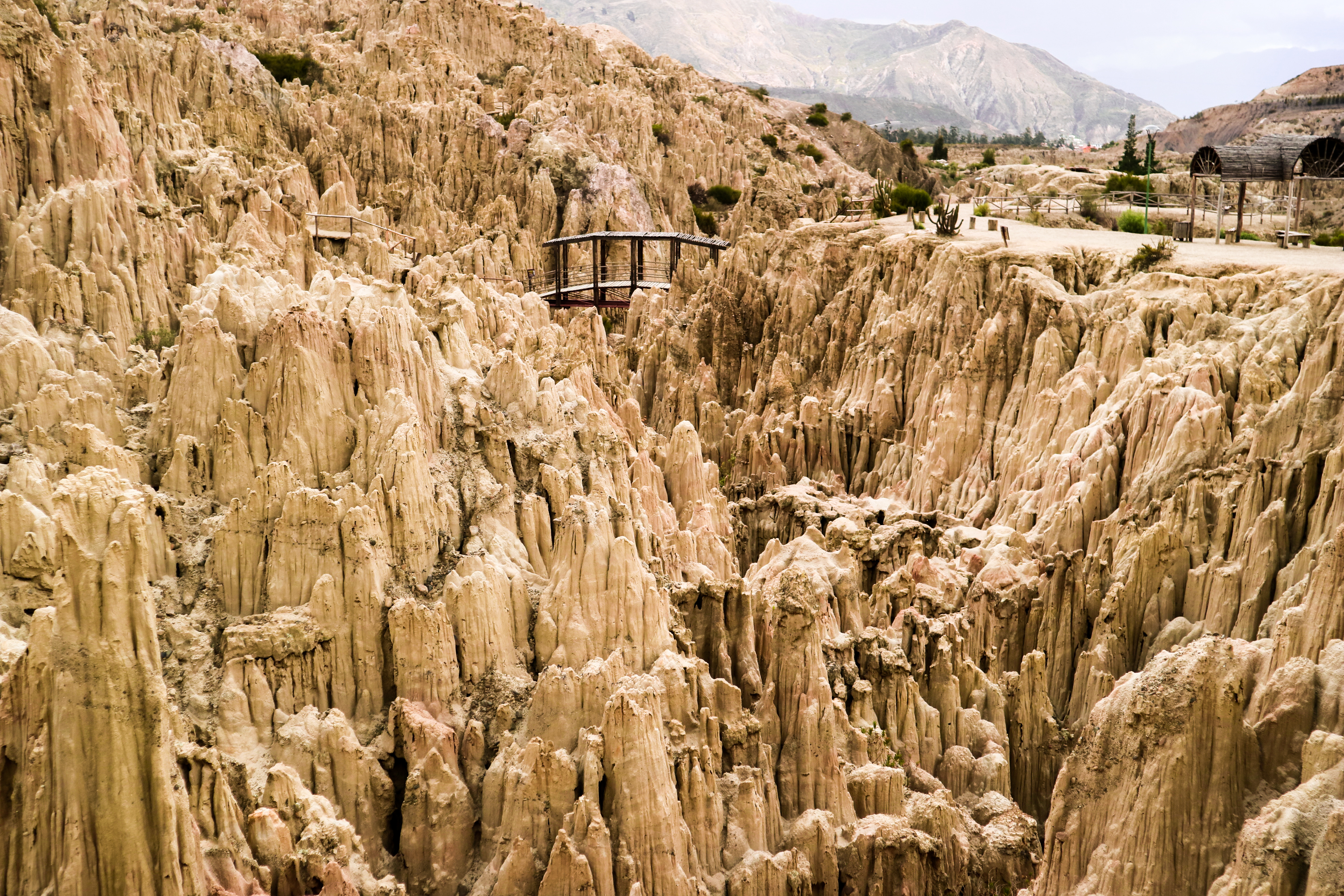
Die Formationen im Valle de la Luna sind fast vollständig ohne Bewuchs

Das Valle de la Luna (Mondtal) liegt in einer Luftlinien-Entfernung von knapp zehn Kilometern südöstlich von La Paz, dem Regierungssitz von Bolivien. Das Mondtal besteht aus tausenden Felsen, Felsspalten, Erdhügeln und kraterähnlichen Formationen. Die Türme und Pyramiden sind graubraun bis rötlich und fast ohne Bewuchs. Das Valle de la Luna wurde im Lauf von Millionen Jahren durch Erosion und Klimagegensätze gebildet. Starke Regenfälle und Temperaturschwankungen führen zur Abtragung des Lehmbodens und lässt die bizarren Gebilde entstehen.
Erreichbar ist das Valle de la Luna am schnellsten mit einem Taxi von La Paz aus. Durch die Formationen führt ein beschilderter Fußweg, der bei trockenem Wetter gut begehbar ist.
Früher war die unwirtliche Gegend ziemlich unbewohnt, in jüngster Zeit nimmt der Besiedelungsdruck zu.
Koordinaten: 16° 34′ 2″ S, 68° 5′ 40″ W